# Санарка (приток Малого Цивиля)
Сана́рка (чув. Санар) — река в России, протекает в Чувашии. Левый приток реки Малый Цивиль.

## География
Река Санарка берёт начало у деревни Санарпоси. Течёт на запад по открытой местности. Крупнейший левый приток — река Сунарка. Устье реки находится в 90 км по левому берегу реки Малый Цивиль у деревни Ирдеменево-Кошки. Длина реки составляет 18 км, площадь водосборного бассейна — 101 км².

## Данные водного реестра
По данным государственного водного реестра России относится к Верхневолжскому бассейновому округу, водохозяйственный участок реки — Цивиль от истока и до устья, речной подбассейн реки — Волга от впадения Оки до Куйбышевского водохранилища (без бассейна Суры). Речной бассейн реки — (Верхняя) Волга до Куйбышевского водохранилища (без бассейна Оки).